# Meriones dahli
Meriones dahli (Меріонес Далі) — вид родини мишеві (Muridae).

## Поширення
Країни поширення: Вірменія, Туреччина. Населяє області горбистих, злегка закріплених пісків від 600 до 1000 метрів. У прибережних пісках живе серед чагарників тамариску з різнотрав'ям. У передгірській області домінують Calligonus і Achillea чагарники з різнотрав'ям. 

## Звички
Харчуються зеленими частинами і насінням різних рослин. Зимові запаси складаються в основному з насіння. Існують два типи нір: постійні і для укриття. Укривні нори прості і дрібні, складаються з одного проходу без розширення. Постійні нори більш складні, з 4-5 виходами, довжиною до 7 м. Гніздо знаходиться на 0,5-2 м під землею. Під час зимівлі до 5 особин може зимувати у норі. 
Розмноження починається в кінці березня - початку квітня. Вагітність триває 20-22 днів. Є два піки розмноження, у квітні і в липні, проте, доросла самиця може мати 3 приплоди за сезон по 2-7, частіше 4-6 дитинчат у кожному.

## Загрози та охорона
Це рідкісна тварина, що обмежується піщаними місцями проживання з рідкісною, чагарниковою рослинністю. Вид чутливий до різання рослинності на дрова. Надмірний випас худоби і розширення сільськогосподарських площ можуть створити загрозу населенню. Знайти в багатьох природоохоронних територіях. У Туреччині не живе в природозахисних районах, у Вірменії живе в заповіднику «Горованські Піски».